# Екзотичні структури R4
Екзотична {\displaystyle \mathbb {R} ^{4}}-структура — це диференційований многовид, який є гомеоморфним (має таку ж форму), але не дифеоморфним (тобто не гладко еквівалентним) до евклідового простору {\displaystyle \mathbb {R} ^{4}.} Перші приклади таких структур були знайдені в 1982 році Майклом Фрідманом та іншими, на основі контрасту між теоремами Фрідмана про топологічні 4-многовиди та теоремами Саймона Дональдсона про гладкі 4-многовиди.   Існує континуум різних недифеоморфних диференційованих структур {\displaystyle \mathbb {R} ^{4},} як було показано вперше Кліффордом Таубсом. 
До введення цієї конструкції вже було відомо про існування недифеоморфних гладких структур на сферах (див. екзотичні сфери), хоча питання про існування таких структур для конкретного випадку 4-сфери залишалося відкритим (і залишається відкритим станом на 2024 рік). 
При цьому відомо, що для будь-якого натурального числа n, відмінного від 4, не існує екзотичних гладких структур {\displaystyle \mathbb {R} ^{n};} іншими словами, якщо n ≠ 4, то будь-який гладкий многовид, гомеоморфний {\displaystyle \mathbb {R} ^{n}} є дифеоморфним {\displaystyle \mathbb {R} ^{n}.} 

## Маленькі екзотичні структури ℝ4
Екзотична {\displaystyle \mathbb {R} ^{4}}-структура називається малою, якщо її можна гладко вкласти в якості відкритої підмножини стандартної гладкої структури {\displaystyle \mathbb {R} ^{4}.}
Маленьку екзотичну структуру {\displaystyle \mathbb {R} ^{4}} можна побудувати починаючи з нетривіального гладкого 5-вимірного h-кобордизму (який існує завдяки доведенню Дональдсона, що теорема h-кобордизму не виконується в розмірності 5) і використовуючи теорему Фрідмана про те, що топологічна теорема h-кобордизму виконується в цій розмірності.

## Великі екзотичні структури ℝ4
Екзотична {\displaystyle \mathbb {R} ^{4}}-структура називається великою, якщо її не можна гладко вкласти в якості відкритої підмножини стандартної гадкої структури {\displaystyle \mathbb {R} ^{4}.}
Приклади великої екзотичної структури {\displaystyle \mathbb {R} ^{4}} можна побудувати користуючись фактом, що компактні 4-многовиди часто можна розкласти як топологічну суму (за роботою Фрідмана), але не можна розкласти як гладку суму (за роботою Дональдсона).
Фрідман та Тейлор показали, що існує максимальна екзотична структура {\displaystyle \mathbb {R} ^{4},} в яку всі інші {\displaystyle \mathbb {R} ^{4}} можуть бути вкладені як відкриті підмножини.

## Пов'язані екзотичні структури
Ручки Кассона є гомеоморфними {\displaystyle \mathbb {D} ^{2}\times \mathbb {R} ^{2}} за теоремою Фрідмана ({\displaystyle \mathbb {D} ^{2}} це замкнутий одиничний диск), але з теореми Дональдсона випливає, що не всі вони є дифеоморфними {\displaystyle \mathbb {D} ^{2}\times \mathbb {R} ^{2}.} Іншими словами, деякі ручки Кассона — це екзотичні структури на {\displaystyle \mathbb {D} ^{2}\times \mathbb {R} ^{2}.}
Невідомо (станом на 2022 рік), чи існують екзотичні 4-сфери; така екзотична 4-сфера була б контрприкладом гладкої узагальненої гіпотези Пуанкаре у розмірності 4. Деякі вірогідні кандидати надаються поворотами Глюка.